# Hugo Vogel (futbolista)
Hugo Vogel (Mulhouse, Francia, 4 de enero de 2004) es un futbolista francés que juega como defensa en el F. C. Basilea de la Superliga de Suiza.

## Primeros años
Nació en Mulhouse, pero se crio en Pierre-Bénite, una localidad de Metrópoli de Lyon, comenzando a jugar al fútbol en la vecina Vénissieux, antes de fichar por el Olympique Lyonnais II en 2013.

## Trayectoria
Durante la temporada 2021-22, fue junto con Chaïm El Djebali y Mohamed El Arouch uno de los tres únicos jugadores nacidos después de 2004 que jugaron con el Olympique Lyonnais II en el Championnat National 2.
Ya que tanto Sinaly Diomande como Léo Dubois estaban ausentes por lesión, debutó como profesional con el Olympique de Lyon el 25 de noviembre de 2021, sustituyendo a Malo Gusto en la victoria a domicilio por 3-1 en la Liga Europa de la UEFA contra el Brøndby IF. Fue titular en el último partido de la fase de grupos de la Liga Europa de la UEFA contra el Rangers F. C.. El club empató 1-1 y terminó la fase de grupos como líder invicto.

## Selección nacional
Es internacional juvenil con Francia, habiendo sido titular tanto con la sub-16 como -tras la pandemia de COVID-19- con la sub-18.

## Estilo de juego
Jugando principalmente como lateral izquierdo en el Olympique Lyonnais II, también jugó de lateral derecho con el filial, posición en la que acabó debutando como profesional en 2021.

## Estadísticas

### Clubes
Actualizado al último partido disputado el 28 de mayo de 2022.
| Club                          | Div.          | Temporada     | Liga  | Liga  | Copas nacionales | Copas nacionales | Copas internacionales | Copas internacionales | Total | Total |
| Club                          | Div.          | Temporada     | Part. | Goles | Part.            | Goles            | Part.                 | Goles                 | Part. | Goles |
| ----------------------------- | ------------- | ------------- | ----- | ----- | ---------------- | ---------------- | --------------------- | --------------------- | ----- | ----- |
| Olympique Lyonnais II Francia | 4.ª           | 2021-22       | 10    | 0     | —                | —                | —                     | —                     | 10    | 0     |
| Olympique Lyonnais II Francia | Total club    | Total club    | 10    | 0     | 0                | 0                | 0                     | 0                     | 10    | 0     |
| Olympique de Lyon Francia     | 1.ª           | 2021-22       | 0     | 0     | 0                | 0                | 2                     | 0                     | 2     | 0     |
| Olympique de Lyon Francia     | Total club    | Total club    | 0     | 0     | 0                | 0                | 2                     | 0                     | 2     | 0     |
| Total carrera                 | Total carrera | Total carrera | 10    | 0     | 0                | 0                | 2                     | 0                     | 12    | 0     |